# Люис, Виллим Фомич
Ви́ллим (Ви́лим) Фоми́ч Лю́ис  (имя при рождении — Уильям Льюис; ум. 1769) — русский военно-морской деятель английского происхождения, адмирал (1762).

## Биография
По происхождению англичанин, в 1714 г. был принят, в числе многих иностранцев, на службу по контракту на 5 лет, с чином подпоручика. Быстро повышался в чинах:
- 9 марта 1717 г. — поручик
- 2 марта 1721 г. — капитан-лейтенант
- 10 января. 1724 г. — капитан 3-го ранга
- 31 декабря. 1729 г. — капитан 2-го ранга
- 18 января 1733 г. — капитан 1-го ранга

В 1733 г. был отправлен в Голландию и Англию для найма в корабельный флот мастеров и тимерманов. В 1734 г. в эскадре адмирала Томаса Гордона при осаде Данцига, командовал кораблем «Св. Александр», на котором главнокомандующий держал свой флаг. В октябре 1736 г. исключен из службы за принесение императрице лично просьбы о сложении с него денежного вычета, наложенного по определению адмиралтейств-коллегии. В декабре прощен и вновь принят на службу.
В 1739 г. отправлен был в Архангельск для привода в Кронштадт вновь выстроенных кораблей и других судов. В 1743 г. он был отдан под суд за поздний выход из Архангельска и за потерю эскадры, но был оправдан и назначен капитаном на Кронштадтский порт; в 1746 г. он вступил в должность главного командира и произведен был в капитан-командоры, а 5 сентября 1747 г. — в контр-адмиралы.
В должности главного командира Кронштадтского порта Люис служил более пяти лет, и в течение этого времени командовал практическими эскадрами. В 1751 г. назначен присутствовать в коллегии, но в 1754 г. он снова был назначен главным командиром в Ревель. В 1757 г., произведенный (5 мая) в вице-адмиралы, он принял начальствование над ревельской эскадрой, с которой отправился к прусским берегам, блокировал Мемельскую и Пилавскую гавани и взял несколько трофеев, а 24 июня, действуя совокупно с сухопутными войсками, участвовал при взятии Мемеля.
16 февраля 1762 года Люис был назначен первым членом в учрежденную императором Петром III Морскую комиссию для приведения флотов в лучшее состояние (комиссия упразднена после дворцового переворота Екатерины II в июне 1762 года), в апреле того же года произведен в адмиралы, а в мае награждëн орденом Святого Александра Невского.
В 1764 году «уволен от службы, за глубокой старостью и слабостью здоровья, с производством полного адмиральского жалованья».